# Hclu
Die Hungarian Civil Liberties Union (HCLU, ungarisch: Társaság a Szabadságjogokért, abgekürzt TASZ, deutsch: Ungarische Union für bürgerliche Freiheiten) ist eine 1994 gegründete ungarische Nichtregierungsorganisation, die sich für die Verteidigung der Bürgerrechte in Ungarn einsetzt.
Aktuell verteidigt die HCLU die Rechte von Journalisten und Oppositionellen gegen die Maßnahmen der ungarischen Regierung (Kabinett Orbán V) zur Ausspionierung von Journalisten in Ungarn ohne richterlichen Beschluss. Die HCLU sieht die Nutzung der Spionage-Software gegen Medienvertreter und Oppositionspolitiker als eklatanten Gesetzesbruch an. Die fehlende unabhängige Kontrolle von Überwachungsmaßnahmen, die in Ungarn von einem Richter oder dem Justizministerium angeordnet werden können, bedeute eine Verletzung von Grundrechten und ermögliche politisch motivierten Missbrauch.